# Диабате, Мусса
Мусса Диабате (фр. Moussa Diabaté; род. 21 января 2002, Париж) — французский профессиональный баскетболист, выступающий в Национальной баскетбольной ассоциации за команду «Шарлотт Хорнетс». Играет на позициях центрового и тяжёлого форварда.

## Профессиональная карьера

### Лос-Анджелес Клипперс (2022–2024)
Диабате был выбран клубом «Лос-Анджелес Клипперс» под 43-м номером на драфте НБА 2022 года. Диабате присоединился к составу «Клипперс»  для участия в Летней лиге НБА 2022 года. В своём дебютном матче Летней лиги Диабате набрал десять очков и семь подборов в выигранной со счётом 94–76 игре против «Мемфис Гриззлис». 22 июля 2022 года Диабате подписал двусторонний контракт с «Клипперс».
Диабате дебютировал в пятой игре сезона 27 октября против «Сакраменто Кингз», за 1:47 записал в свой актив результативную передачу, перехват, 2 подбора и 3 очка. Первый дабл-дабл на профессиональном уровне он сделал 18 ноября за «Онтэрио Клипперс» в Джи-Лиге, набрав 24 очка (из 10 из 12 бросков с игры) и 10 подборов. 14 декабря он был назван Игроком недели Джи-Лиги. 17 декабря, в своей 8-й игре НБА, когда Пол Джордж, Ивица Зубац, Реджи Джексон и Норман Пауэлл не смогли сыграть, он впервые вышел в стартовом составе в игре против «Вашингтон Уизардс». По итогам сезона он был включен в сборную новичков Джи-Лиги. Он также был включен в третью сборную звёзд Джи-Лиги.
14 июля 2023 года Диабате подписал ещё один двусторонний контракт с «Клипперс».

### Шарлотт Хорнетс (2024–настоящее время)
31 июля 2024 года Диабате подписал двусторонний контракт с «Шарлотт Хорнетс». 12 ноября он сделал свой первый дабл-дабл в НБА, набрав 12 очков и сделав 15 подборов в игре против «Орландо Мэджик». В своём следующем выходе на площадку 16 ноября он набрал 12 очков и сделал 14 подборов против «Милуоки Бакс», сделав ещё один дабл-дабл. Игра стала четвёртой подряд игрой Диабате, в которой он сделал не менее 11 подборов. 9 февраля 2025 года контракт Диабате был преобразован в стандартный трёхлетний контракт НБА. Следующим вечером он показал рекордные в карьере 21 очко и 10 подборов против «Бруклин Нетс».

## Карьера в национальной сборной
Диабате привел Францию к четвёртому месту на чемпионате Европы среди игроков до 16 лет 2018 года в сербском Нови-Саде. Он набирал в среднем 11,1 очков и 10,3 подборов за игру, записав на свой счёт 16 очков и 17 подборов в игре против Сербии в четвертьфинале. На чемпионате Европы среди игроков до 18 лет 2019 года в греческом Волосе он набирал в среднем 13,1 очков, 11,1 подборов и 2,1 блок-шота за игру за Францию, которая заняла пятое место. В победе над Грецией на групповом этапе Диабате набрал 14 очков и 20 подборов.

## Статистика

### Статистика в НБА
| Сезон                                                                                    | Команда  | Регулярный сезон | Регулярный сезон | Регулярный сезон | Регулярный сезон | Регулярный сезон | Регулярный сезон | Регулярный сезон | Регулярный сезон | Регулярный сезон | Регулярный сезон | Регулярный сезон | Серия плей-офф | Серия плей-офф | Серия плей-офф | Серия плей-офф | Серия плей-офф | Серия плей-офф | Серия плей-офф | Серия плей-офф | Серия плей-офф | Серия плей-офф | Серия плей-офф |
| Сезон                                                                                    | Команда  | GP               | GS               | MPG              | FG%              | 3P%              | FT%              | RPG              | APG              | SPG              | BPG              | PPG              | GP             | GS             | MPG            | FG%            | 3P%            | FT%            | RPG            | APG            | SPG            | BPG            | PPG            |
| ---------------------------------------------------------------------------------------- | -------- | ---------------- | ---------------- | ---------------- | ---------------- | ---------------- | ---------------- | ---------------- | ---------------- | ---------------- | ---------------- | ---------------- | -------------- | -------------- | -------------- | -------------- | -------------- | -------------- | -------------- | -------------- | -------------- | -------------- | -------------- |
| 2022/23                                                                                  | Клипперс | 22               | 1                | 8,9              | 51,1             | 50,0             | 62,5             | 2,3              | 0,2              | 0,3              | 0,4              | 2,7              | Не участвовал  | Не участвовал  | Не участвовал  | Не участвовал  | Не участвовал  | Не участвовал  | Не участвовал  | Не участвовал  | Не участвовал  | Не участвовал  | Не участвовал  |
| 2023/24                                                                                  | Клипперс | 11               | 0                | 5,8              | 52,6             | -                | 64,3             | 2,2              | 0,4              | 0,5              | 0,1              | 2,6              | Не участвовал  | Не участвовал  | Не участвовал  | Не участвовал  | Не участвовал  | Не участвовал  | Не участвовал  | Не участвовал  | Не участвовал  | Не участвовал  | Не участвовал  |
| 2024/25                                                                                  | Шарлотт  | 71               | 8                | 17,5             | 59,6             | 0,0              | 59,5             | 6,2              | 0,8              | 0,6              | 0,6              | 5,7              | Не участвовал  | Не участвовал  | Не участвовал  | Не участвовал  | Не участвовал  | Не участвовал  | Не участвовал  | Не участвовал  | Не участвовал  | Не участвовал  | Не участвовал  |
|                                                                                          | Всего    | 104              | 9                | 14,4             | 58,1             | 12,5             | 60,3             | 4,9              | 0,6              | 0,6              | 0,5              | 4,7              | Не участвовал  | Не участвовал  | Не участвовал  | Не участвовал  | Не участвовал  | Не участвовал  | Не участвовал  | Не участвовал  | Не участвовал  | Не участвовал  | Не участвовал  |
| Наведите курсор мыши на аббревиатуры в заголовке таблицы, чтобы прочесть их расшифровку. |          |                  |                  |                  |                  |                  |                  |                  |                  |                  |                  |                  |                |                |                |                |                |                |                |                |                |                |                |

### Статистика в Джи-Лиге
| Сезон                                                                                    | Команда          | Регулярный сезон | Регулярный сезон | Регулярный сезон | Регулярный сезон | Регулярный сезон | Регулярный сезон | Регулярный сезон | Регулярный сезон | Регулярный сезон | Регулярный сезон | Регулярный сезон | Серия плей-офф | Серия плей-офф | Серия плей-офф | Серия плей-офф | Серия плей-офф | Серия плей-офф | Серия плей-офф | Серия плей-офф | Серия плей-офф | Серия плей-офф | Серия плей-офф |
| Сезон                                                                                    | Команда          | GP               | GS               | MPG              | FG%              | 3P%              | FT%              | RPG              | APG              | SPG              | BPG              | PPG              | GP             | GS             | MPG            | FG%            | 3P%            | FT%            | RPG            | APG            | SPG            | BPG            | PPG            |
| ---------------------------------------------------------------------------------------- | ---------------- | ---------------- | ---------------- | ---------------- | ---------------- | ---------------- | ---------------- | ---------------- | ---------------- | ---------------- | ---------------- | ---------------- | -------------- | -------------- | -------------- | -------------- | -------------- | -------------- | -------------- | -------------- | -------------- | -------------- | -------------- |
| 2022/23                                                                                  | Онтэрио Клипперс | 33               | 33               | 32,3             | 56,6             | 0,0              | 64,1             | 12,0             | 2,2              | 1,3              | 1,2              | 16,7             | Не участвовал  | Не участвовал  | Не участвовал  | Не участвовал  | Не участвовал  | Не участвовал  | Не участвовал  | Не участвовал  | Не участвовал  | Не участвовал  | Не участвовал  |
| 2023/24                                                                                  | Онтэрио Клипперс | 19               | 18               | 29,7             | 54,1             | 12,5             | 58,3             | 10,2             | 2,1              | 1,1              | 2,1              | 15,5             | Не участвовал  | Не участвовал  | Не участвовал  | Не участвовал  | Не участвовал  | Не участвовал  | Не участвовал  | Не участвовал  | Не участвовал  | Не участвовал  | Не участвовал  |
| 2024/25                                                                                  | Гринсборо Сворм  | 3                | 3                | 35,3             | 67,9             | -                | 66,7             | 14,3             | 2,0              | 1,7              | 1,0              | 16,7             | Не участвовал  | Не участвовал  | Не участвовал  | Не участвовал  | Не участвовал  | Не участвовал  | Не участвовал  | Не участвовал  | Не участвовал  | Не участвовал  | Не участвовал  |
|                                                                                          | Всего            | 55               | 54               | 31,6             | 56,2             | 7,7              | 62,4             | 11,5             | 2,1              | 1,2              | 1,5              | 16,3             | Не участвовал  | Не участвовал  | Не участвовал  | Не участвовал  | Не участвовал  | Не участвовал  | Не участвовал  | Не участвовал  | Не участвовал  | Не участвовал  | Не участвовал  |
| Наведите курсор мыши на аббревиатуры в заголовке таблицы, чтобы прочесть их расшифровку. |                  |                  |                  |                  |                  |                  |                  |                  |                  |                  |                  |                  |                |                |                |                |                |                |                |                |                |                |                |

### Статистика в NCAA
| Сезон | Команда | Conf    | Class | GP | GS | MPG  | FG%  | 3P%  | FT%  | RPG | APG | SPG | BPG | PPG |
| --- | ------- | ------- | ----- | -- | -- | ---- | ---- | ---- | ---- | --- | --- | --- | --- | --- |
| 2021/22 | Мичиган | Big Ten | FR    | 32 | 26 | 24,9 | 54,2 | 21,4 | 61,9 | 6,0 | 0,8 | 0,3 | 0,9 | 9,0 |
| Всего | Всего   | Всего   | Всего | 32 | 26 | 24,9 | 54,2 | 21,4 | 61,9 | 6,0 | 0,8 | 0,3 | 0,9 | 9,0 |
| Наведите курсор мыши на аббревиатуры в заголовке таблицы, чтобы прочесть их расшифровку Статистика приведена с сайта sports-reference.com |         |         |       |    |    |      |      |      |      |     |     |     |     |     |